# Adolphe Crespin
Pour les articles homonymes, voir Crespin.
Ne doit pas être confondu avec Louis-Charles Crespin.
Adolphe Louis Charles Crespin, né à Bruxelles le 17 mai 1859 et mort le 24 juillet 1944 , est un peintre-décorateur et affichiste belge de la période Art nouveau, principalement actif à Bruxelles. Il est l'un des grands maîtres du sgraffite Art nouveau aux côtés de Paul Cauchie, Henri Privat-Livemont et Gabriel Van Dievoet ainsi que de l'affiche illustrée.

## Biographie
Adolphe Crespin fait ses études à l'Académie des beaux-arts de Saint-Josse-ten-Noode, où il côtoie Privat-Livemont, Paul Saintenoy et Léon Govaerts, puis à l'école des Arts décoratifs de l'Académie royale des beaux-arts de la rue du Midi où il fréquente entre autres Fernand Khnopff et Édouard Duyck avec lequel il signera quelques affiches à la fin des années 1890.
Il est un des premiers adeptes du japonisme en Belgique. Parmi ses autres sources d'inspiration figurent Eugène Viollet-le-Duc, ainsi que les préraphaélites John Ruskin et William Morris.
Avec Henriette Bosché, il joue un rôle important dans la réforme de l'enseignement artistique de l'époque.
Il est professeur du peintre Henri Evenepoel à l'Académie royale des beaux-arts qui réalisera d'ailleurs le Portrait de Madame Crespin. Il est également le professeur d'Irène d'Olszowska.
À l'école de dessin et d'industrie de Schaerbeek, Adolphe Crespin a comme collègue l'architecte Paul Hankar dont il devient le collaborateur.

## Œuvres

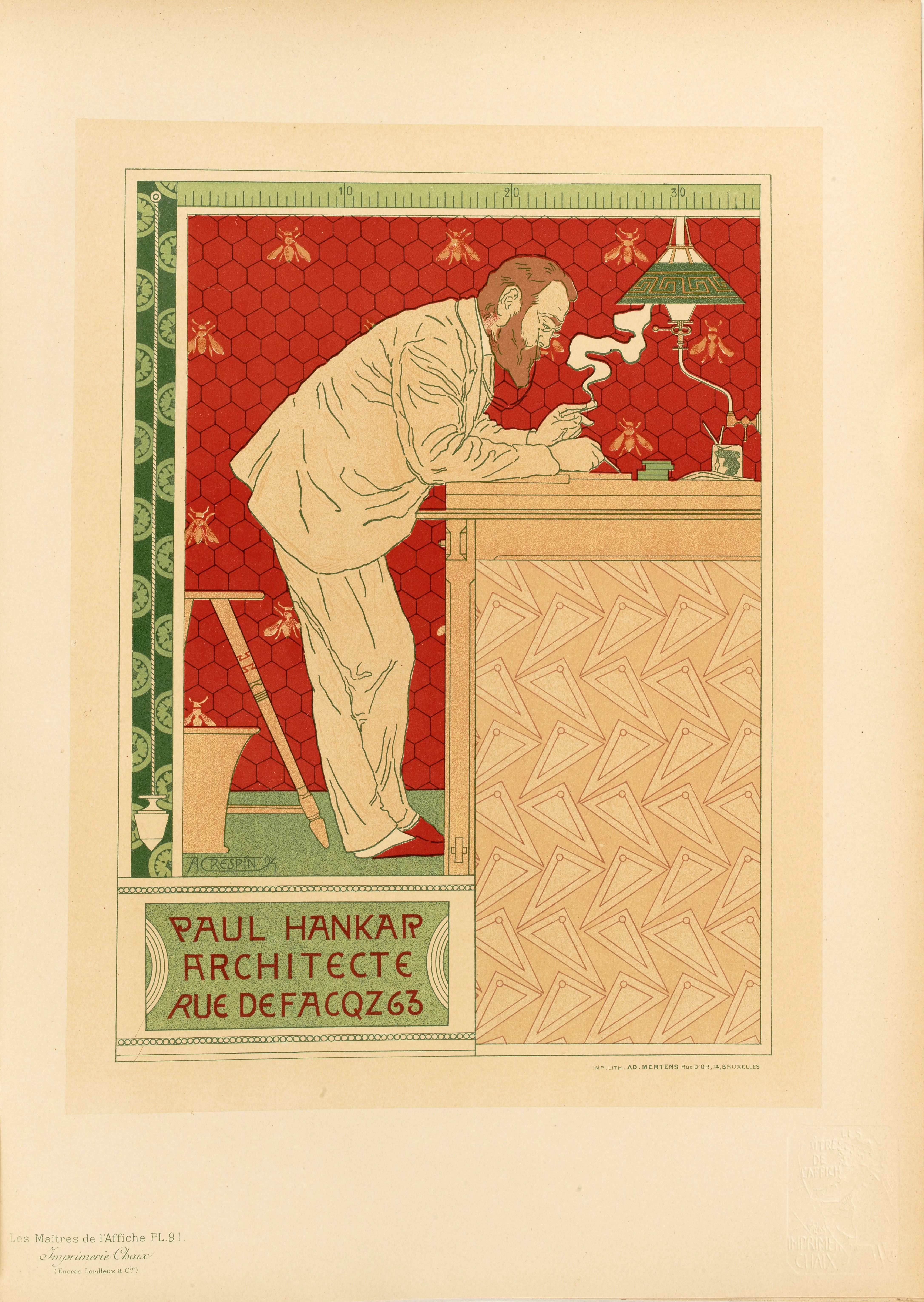
« Paul Hankar architecte »

### Lithographies
- 1894 : « Paul Hankar architecte », reprise dans Les Maîtres de l'affiche.
- 1896 : « Robert B. Goldschmidt ».

### Sgraffites

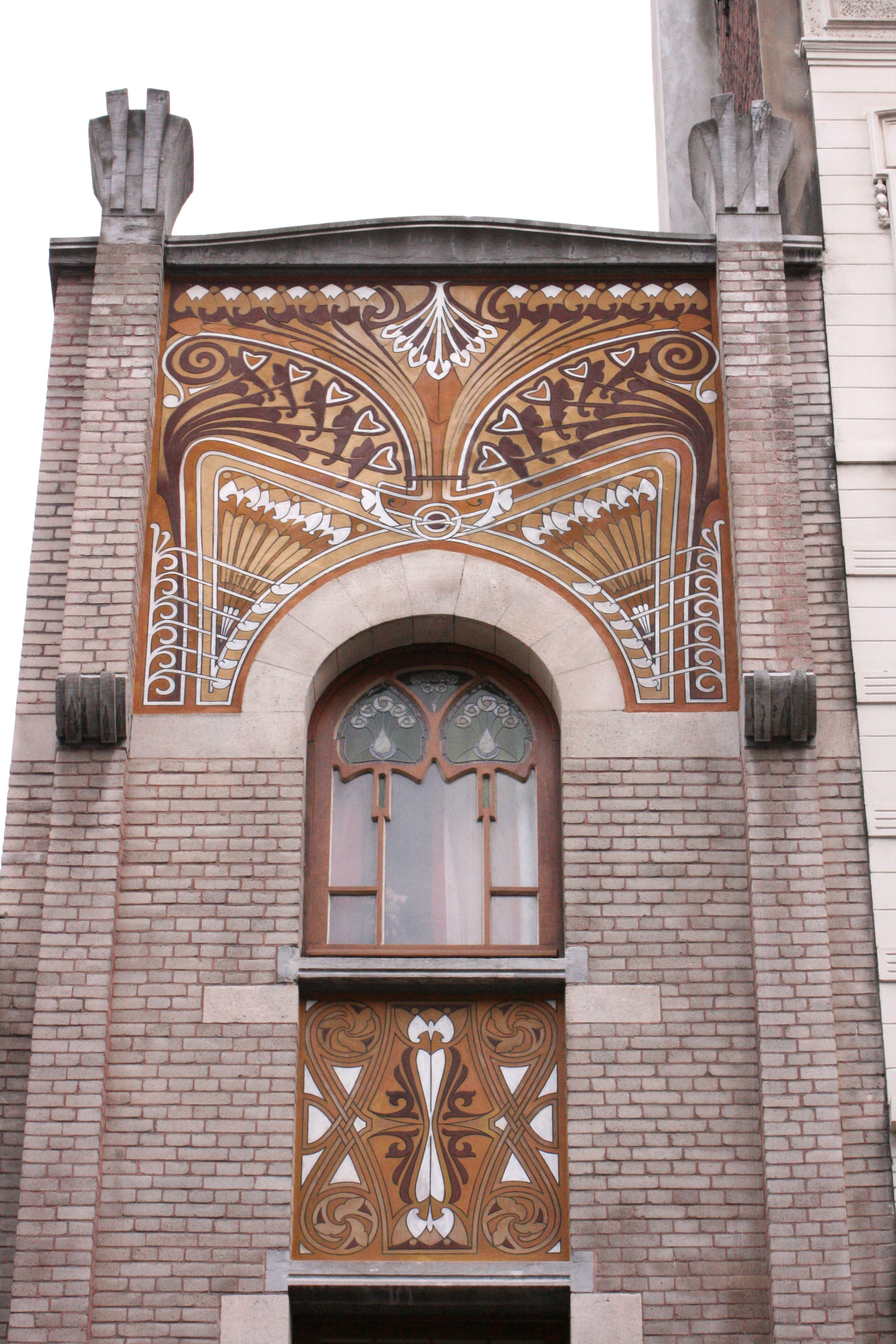
Sgraffites d'Adolphe Crespin 6-8 rue de Nancy à Bruxelles

Adolphe Crespin est l'auteur des sgraffites ornant de nombreux édifices en Belgique :
- 1893 : « Maison Hankar » rue Defacqz, 71 : « Matin », « Jour », « Soir » et « Nuit »[4]
- 1893 : décoration de l'Institut de Physiologie du Parc Léopold (architecte Jules-Jacques Van Ysendyck; actuellement Auditoire du Lycée Jacqmain)
- 1894 : décoration de l'église Saint-Martin d'Everberg (architecte Henri Beyaert)
- 1894 : « Maisons Jaspar », rue de la Croix de Pierre, 76, 78 et 80 (architecte Paul Hankar)[4]
- 1894 : « Maisons Hanssens » avenue Ducpétiaux, 13 et 15 (architecte Paul Hankar)[4]
- 1897 : « Hôtel Ciamberlani » (architecte Paul Hankar) : sgraffites conçus par le peintre Albert Ciamberlani et réalisés par Crespin[4]
- 1897 : frises peintes de la « salle d'ethnographie » conçue par Paul Hankar pour l' « Exposition du Congo » à Tervueren[5]
- 1897 : atelier de photographe sis rue de Parme 26 (architecte Fernand Symons)
- 1898 : « Maison Aglave » rue Antoine Bréart 7 (architecte Paul Hankar)[4]
- 1899 : décoration intérieure de l'ancienne « chemiserie Niguet » rue Royale, 13 (architecte Paul Hankar)
- 1900 : Maison Cortvriendt rue de Nancy 6-8 (architecte Léon Sneyers)
- 1900 : « Maison Seeldrayers » rue Moris 52 (architecte Fritz Seeldrayers)[4]
- 1900 : maison sise rue Patton, 25 (architecte Grégoire Leblicq fils)[4]
- 1902 : décoration intérieure de la « Bibliothèque Solvay » (architectes Constant Bosmans et Henri Vandeveld)
- 1904-1908 : Jardin d'enfants No 4, rue Locquenghien 16 (architecte Fernand Symons) (sgraffite de Privat Livemont ou Adolphe Crespin ?)
- 1904 : maisons sises rue Moris 56, 58 et 60 (architectes Fritz Seeldrayers et Auguste Evrard)[4]
- 1909 : frise de sgraffites du préau couvert de l'ancienne école communale des filles de Koekelberg (architecte Henri Jacobs)[6]

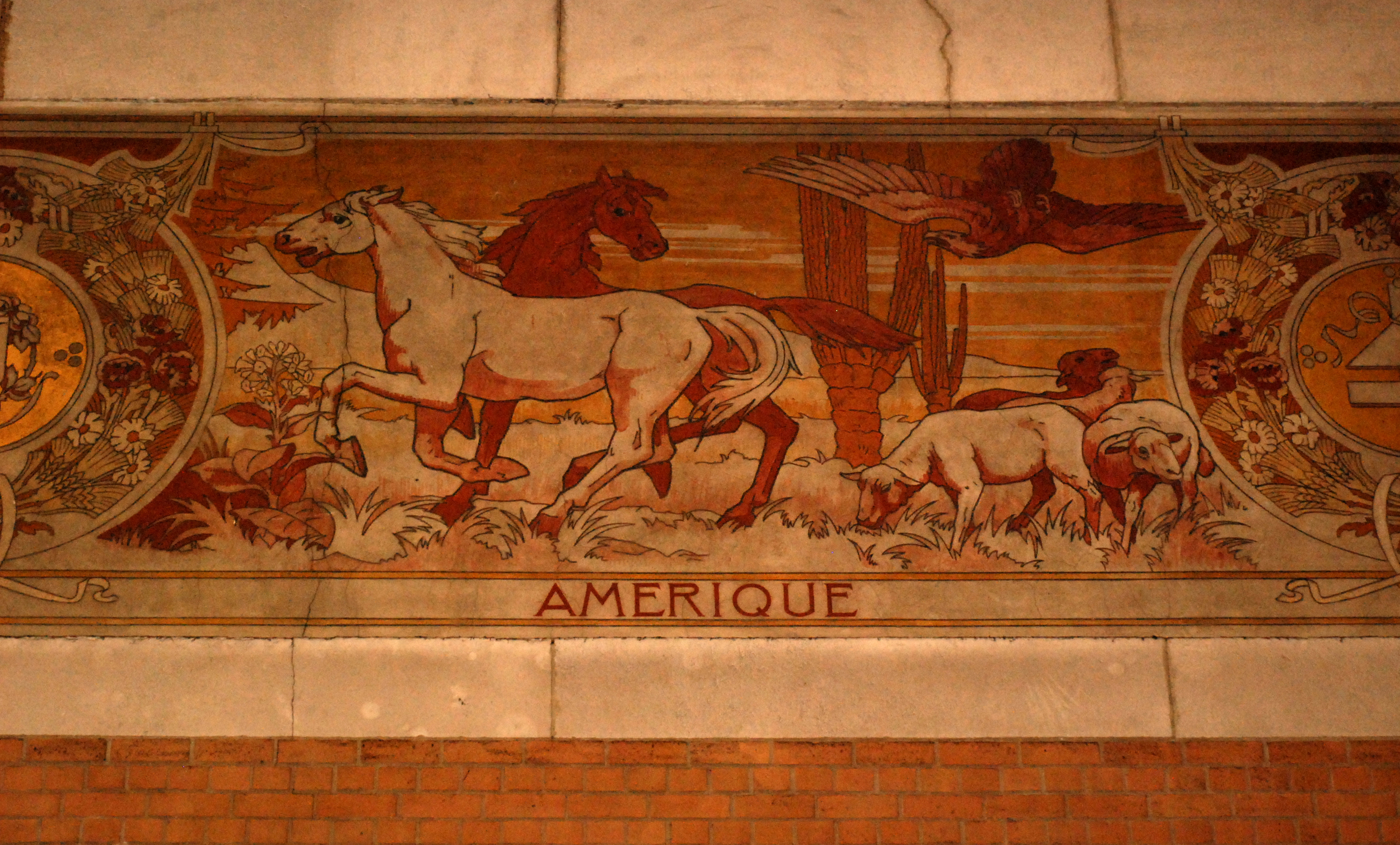
Amérique.
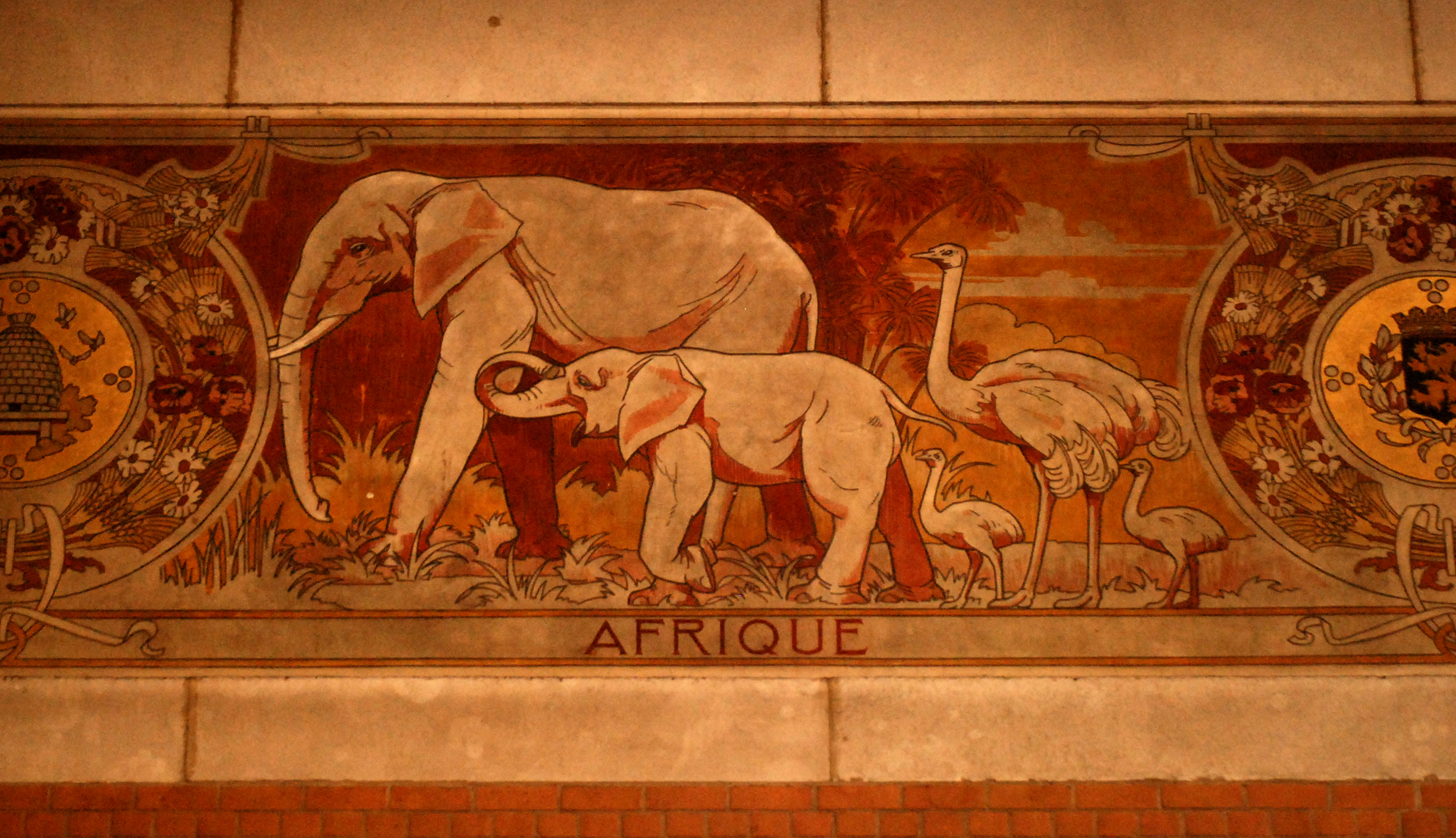
Afrique.
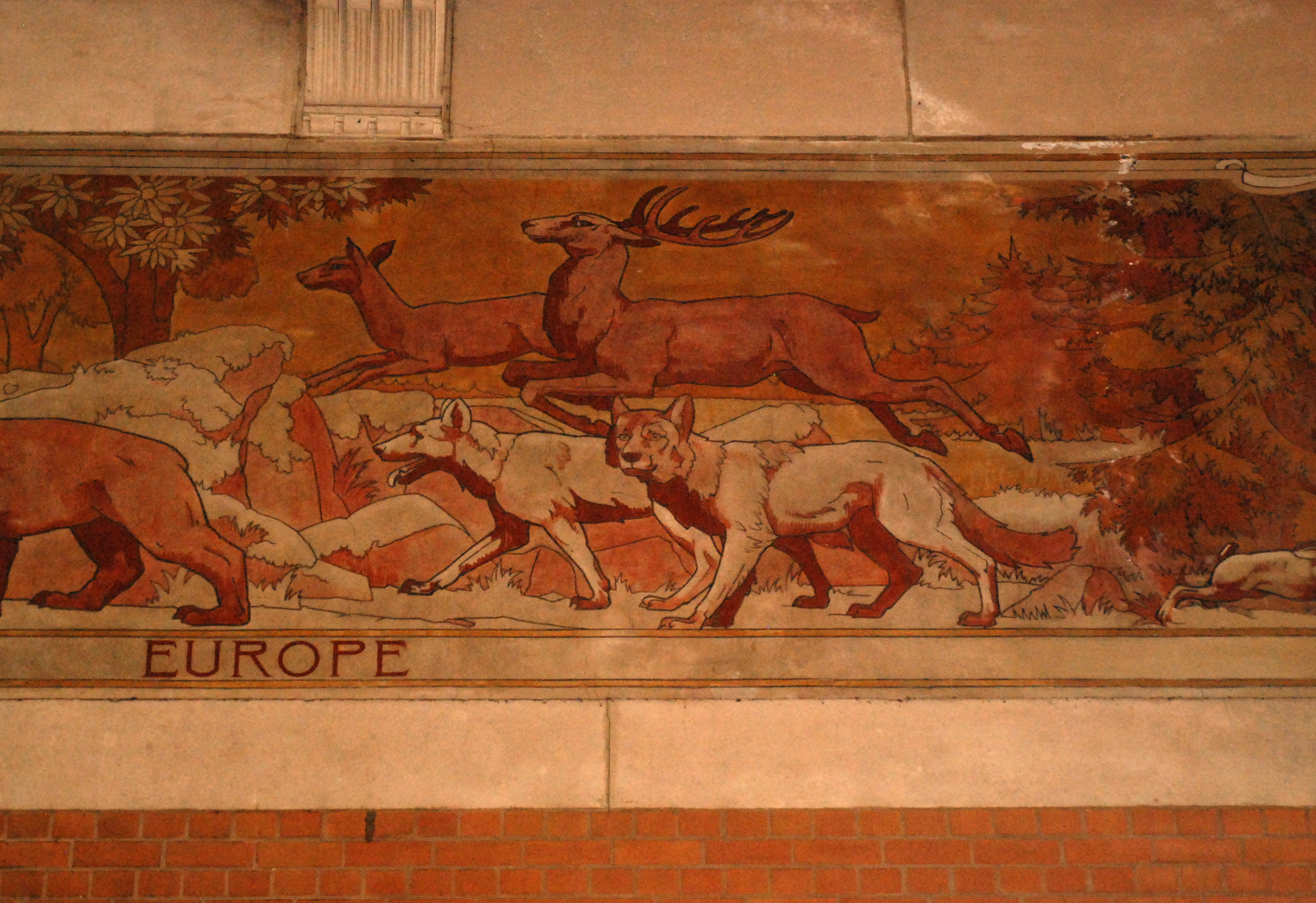
Europe.

## Distinctions
- Chevalier de l'ordre de Léopold en février 1898.